# صنعت دفاعی
صنایع دفاعی (به انگلیسی: Defense industry) یا صنایع نظامی که دولت‌ها و بخش بازرگانی در آن درگیر می‌باشند، از بخش‌هایی چون تحقیق و توسعه، تولید و خدمات نظامی، تجهیزات، تاسیسات و کارخانجات، تشکیل شده است. 
همچنین صنایع دفاعی از کسب‌وکارهایی چون پیمانکاران دفاعی، تولیدکنندگان جنگ‌افزار، نیروهای مسلح خصوصی‌ و مجتمع‌های نظامی-صنعتی تشکیل می‌شود.